# Christian Gehring (Journalist)
Christian Gehring (geb. 9. August 1903 in Obernheim; gest. 1956) war ein Kulturjournalist und Redakteur, der in der Nachkriegszeit als Chefredakteur der Tageszeitungen Westdeutsche Rundschau und Der Mittag arbeitete.
Gehring, der promoviert hatte, begann 1928 im Feuilleton der Leipziger Abendzeitung zu arbeiten. Im Jahr darauf wechselte er zu den Leipziger Neuesten Nachrichten und dann zum Bochumer Anzeiger, wo er bis 1932 für das Feuilleton schrieb. 1933 wechselte er kurzzeitig nach Berlin und begann dann, im Verlag Reismann-Grone in Essen zu arbeiten. Dort wurde er von Rolf Ippen für seine kritische Haltung zum Nationalsozialismus getadelt und wechselte 1937 nach Wuppertal. Dort schrieb er für die Bergisch-Märkische Zeitung und den General-Anzeiger. In seiner Entnazifizierung gab er an, 1943 wegen einer Theaterkritik vom Oberbürgermeister Heinz Gebauer zum Wehrdienst berufen worden zu sein. Bis zum Kriegsende diente er als Unteroffizier bei den Sanitätern.
In Wuppertal leitete er ab dem 1. September 1945 das städtische Presseamt. 1946 war er an der Gründung der Westdeutschen Rundschau beteiligt und wurde deren Chefredakteur. Im Oktober 1949 überwarf er sich mit Carl Wirths und verließ die Rundschau. Danach arbeitete er als Chefredakteur beim wieder erscheinenden Mittag in Düsseldorf.